# Georg Emil Betzonich
Georg Emil Betzonich (10. juli 1829 i København – 7. april 1901 på Frederiksberg) var en dansk forfatter.
15 år gammel kom han på Artilleriskolen og deltog som menig og underofficer i begge de slesvigske krige. Han gik af 1885. I en række fortællinger og skitser, af hvilke Dansk Soldaterliv (1860) var den første, i digte samt i et krigsskuespil Landsoldaten (1887) har Betzonich med folkelig humor og i patriotisk ånd skildret danske soldaters liv i freden og i felten.
Betzonich blev krigsassessor 1885 og Dannebrogsmand 1864. Han er begravet på Garnisons Kirkegård. Der findes en buste i ler af Johanne Pedersen-Dan og et træsnit fra 1876